# Rode banaan

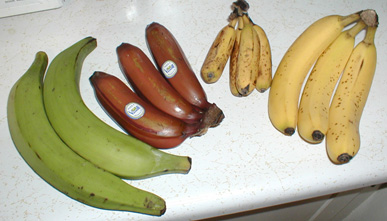
bakbanaan, Rode banaan, babybanaan, dessertbanaan

De rode banaan' of Cuba-banaan is een vrucht die behoort tot het geslacht Musa, de sectie Musa en het genoomtype AAA heeft, waartoe ook de gewone dessertbanaan behoort. De naam rode banaan is een synoniem van het ras Red Dacca. Andere synoniemen zijn Cuba-banaan, Venkadali, Green Red, Pisang raja udang (Maleisië), Morado, Klue nak (Thailand).
De rode banaan wordt aangevoerd vanuit Indonesië, maar komt ook voor in heel Azië (onder andere in Sri Lanka).
De rode banaan is ongeveer 12 cm lang en daarmee kleiner dan de dessertbanaan. De schil heeft een groenrode tot rode kleur, veroorzaakt door de anti-oxidant bètacaroteen. Het vruchtvlees is crème tot lichtroze van kleur. De smaak is iets zoeter dan die van de dessertbanaan. 
De vrucht kan zowel rauw als gebakken gegeten worden.
De rode banaan is in speciale groentezaken in Europa te verkrijgen. Ook groothandels importeren ze af en toe.